# Summerton
Summerton é uma cidade  localizada no estado norte-americano de Carolina do Sul, no Condado de Clarendon.

## Demografia
Segundo o censo norte-americano de 2000, a sua população era de 1061 habitantes.
Em 2006, foi estimada uma população de 1049, um decréscimo de 12 (-1.1%).

## Geografia
De acordo com o United States Census Bureau tem uma área de
3,0 km², dos quais 3,0 km² cobertos por terra e 0,0 km² cobertos por água. Summerton localiza-se a aproximadamente 29 m acima do nível do mar.

## Localidades na vizinhança
O diagrama seguinte representa as localidades num raio de 20 km ao redor de Summerton.